# Olympische Sommerspiele 1964/Teilnehmer (Finnland)
| Gelbes Symbol für Goldmedaillen mit stilisierten Olympischen Ringen | Graues Symbol für Silbermedaillen mit stilisierten Olympischen Ringen | Braundes Symbol für Bronzemedaillen mit stilisierten Olympischen Ringen |
| ------------------------------------------------------------------- | --------------------------------------------------------------------- | ----------------------------------------------------------------------- |
| 3                                                                   | —                                                                     | 2                                                                       |

Finnland nahm an den Olympischen Sommerspielen 1964 in Tokio mit einer Delegation von 89 Athleten (84 Männer und 5 Frauen) an 64 Wettkämpfen in 13 Sportarten teil.
Die finnischen Sportler gewannen drei Gold- und zwei Bronzemedaillen. Damit belegte Finnland im Medaillenspiegel den zwölften Platz. Olympiasieger wurden der Leichtathlet Pauli Nevala im Speerwurf sowie die Sportschützen Pentti Linnosvuo mit der Schnellfeuerpistole und Väinö Markkanen mit der Freien Pistole. Fahnenträger bei der Eröffnungsfeier war der Turner Eugen Ekman.

## Teilnehmer nach Sportarten

### Basketball
- 11. Platz
Jorma Pilkevaara
Juha Harjula
Kari Liimo
Kauko Kauppinen
Martti Liimo
Pertti Laanti
Raimo Lindholm
Raimo Vartia
Risto Kala
Teijo Finneman
Timo Lampén
Uolevi Manninen

### Boxen
- Börje Karvonen
Bantamgewicht: in der 1. Runde ausgeschieden

- Jorma Limmonen
Federgewicht: im Achtelfinale ausgeschieden

- Antero Halonen
Leichtgewicht: in der 1. Runde ausgeschieden

- Pertti Purhonen
Weltergewicht: Bronze

- Kurt Mattsson
Halbmittelgewicht: im Achtelfinale ausgeschieden

### Gewichtheben
- Kaarlo Kangasniemi
Halbschwergewicht: 7. Platz

- Jaakko Kailajärvi
Halbschwergewicht: 9. Platz

- Jouni Kailajärvi
Mittelschwergewicht: 7. Platz

- Eino Mäkinen
Schwergewicht: Wettkampf nicht beendet

### Kanu
Männer
- Ilkka Nummisto
Einer-Kajak 1000 m: im Halbfinale ausgeschieden

- Kari Mäkinen
Zweier-Canadier 1000 m: 9. Platz

- Rudolf Närjänen
Zweier-Canadier 1000 m: 9. Platz

### Leichtathletik
Männer
- Pekka Juutilainen
800 m: im Halbfinale ausgeschieden

- Olavi Salonen
1500 m: im Vorlauf ausgeschieden

- Simo Saloranta
5000 m: im Vorlauf ausgeschieden

- Eino Oksanen
Marathon: 13. Platz

- Paavo Pystynen
Marathon: 20. Platz

- Eino Valle
Marathon: 28. Platz

- Jaakko Tuominen
400 m Hürden: im Halbfinale ausgeschieden

- Henrik Hellén
Hochsprung: 22. Platz

- Pentti Nikula
Stabhochsprung: 7. Platz

- Risto Ankio
Stabhochsprung: 12. Platz

- Taisto Laitinen
Stabhochsprung: 14. Platz

- Pentti Eskola
Weitsprung: 13. Platz

- Pentti Repo
Diskuswurf: 15. Platz

- Pauli Nevala
Speerwurf: Gold

- Jorma Kinnunen
Speerwurf: 6. Platz

Frauen
- Sirkka Norrlund
80 m Hürden: im Vorlauf ausgeschieden

- Leena Kaarna
Hochsprung: 13. Platz

### Moderner Fünfkampf
- Keijo Vanhala
Einzel: 19. Platz
Mannschaft: 7. Platz

- Kari Kaaja
Einzel: 20. Platz
Mannschaft: 7. Platz

- Jorma Hotanen
Einzel: 22. Platz
Mannschaft: 7. Platz

### Ringen
- Risto Björlin
Fliegengewicht, griechisch-römisch: in der 2. Runde ausgeschieden

- Kyösti Lehtonen
Federgewicht, griechisch-römisch: in der 3. Runde ausgeschieden

- Eero Tapio
Leichtgewicht, griechisch-römisch: 6. Platz

- Matti Laakso
Weltergewicht, griechisch-römisch: in der 4. Runde ausgeschieden

- Pentti Punkari
Mittelgewicht, griechisch-römisch: in der 3. Runde ausgeschieden

- Aimo Mäenpää
Halbschwergewicht, griechisch-römisch: in der 3. Runde ausgeschieden

- Taisto Kangasniemi
Schwergewicht, griechisch-römisch: in der 2. Runde ausgeschieden

- Pekka Alanen
Bantamgewicht, Freistil: in der 3. Runde ausschieden

- Tauno Jaskari
Federgewicht, Freistil: in der 3. Runde ausschieden

- Arto Savolainen
Leichtgewicht, Freistil: in der 3. Runde ausschieden

### Rudern
- Toimi Pitkänen
Zweier ohne Steuermann: 6. Platz

- Veli Lehtelä
Zweier ohne Steuermann: 6. Platz

- Teppo Kesäläinen
Vierer mit Steuermann: im Viertelfinale ausgeschieden

- Kauko Hänninen
Vierer mit Steuermann: im Viertelfinale ausgeschieden

- Pekka Sylvander
Vierer mit Steuermann: im Viertelfinale ausgeschieden

- Mauno Maisala
Vierer mit Steuermann: im Viertelfinale ausgeschieden

- Ismo Kanerva
Vierer mit Steuermann: im Viertelfinale ausgeschieden

### Schießen
- Pentti Linnosvuo
Schnellfeuerpistole 25 m: Gold

- Kalle Sievänen
Schnellfeuerpistole 25 m: 27. Platz

- Väinö Markkanen
Freie Pistole 50 m: Gold

- Immo Huhtinen
Freie Pistole 50 m: 10. Platz

- Esa Kervinen
Freies Gewehr Dreistellungskampf 300 m: 6. Platz
Kleinkalibergewehr Dreistellungskampf 50 m: 24. Platz

- Antti Rissanen
Freies Gewehr Dreistellungskampf 300 m: 10. Platz

- Vilho Ylönen
Kleinkalibergewehr Dreistellungskampf 50 m: 15. Platz
Kleinkalibergewehr liegend 50 m: 43. Platz

- Antti Koskinen
Kleinkalibergewehr liegend 50 m: 41. Platz

### Schwimmen
Männer
- Matti Kasvio
100 m Freistil: im Vorlauf ausgeschieden
4-mal-200-Meter-Freistil-Staffel: im Vorlauf ausgeschieden

- Tuomo Hämäläinen
100 m Freistil: im Vorlauf ausgeschieden
400 m Freistil: im Vorlauf ausgeschieden
4-mal-200-Meter-Freistil-Staffel: im Vorlauf ausgeschieden

- Hannu Vaahtoranta
100 m Freistil: im Vorlauf ausgeschieden
400 m Lagen: im Vorlauf ausgeschieden
4-mal-200-Meter-Freistil-Staffel: im Vorlauf ausgeschieden

- Ilkka Suvanto
400 m Freistil: im Vorlauf ausgeschieden
400 m Lagen: im Vorlauf ausgeschieden
4-mal-200-Meter-Freistil-Staffel: im Vorlauf ausgeschieden

- Esa Lepola
1500 m Freistil: im Vorlauf ausgeschieden

Frauen
- Eila Pyrhönen
100 m Schmetterling: 4. Platz

### Segeln
- Peter Tallberg
Star: 4. Platz

- Henrik Tallberg
Star: 4. Platz

- Johan Gullichsen
5,5-Meter-Klasse: 6. Platz

- Juhani Salovaara
5,5-Meter-Klasse: 6. Platz

- Peter Fazer
5,5-Meter-Klasse: 6. Platz

### Turnen
Männer
- Olli Laiho
Einzelmehrkampf: 26. Platz
Boden: 23. Platz
Pferdsprung: 42. Platz
Barren: 28. Platz
Reck: 31. Platz
Ringe: 42. Platz
Seitpferd: 45. Platz
Mannschaftsmehrkampf: 8. Platz

- Eugen Ekman
Einzelmehrkampf: 34. Platz
Boden: 26. Platz
Pferdsprung: 42. Platz
Barren: 30. Platz
Reck: 63. Platz
Ringe: 69. Platz
Seitpferd: 17. Platz
Mannschaftsmehrkampf: 8. Platz

- Raimo Heinonen
Einzelmehrkampf: 39. Platz
Boden: 41. Platz
Pferdsprung: 19. Platz
Barren: 52. Platz
Reck: 55. Platz
Ringe: 69. Platz
Seitpferd: 36. Platz
Mannschaftsmehrkampf: 8. Platz

- Hannu Rantakari
Einzelmehrkampf: 48. Platz
Boden: 26. Platz
Pferdsprung: Bronze 
Barren: 55. Platz
Reck: 73. Platz
Ringe: 79. Platz
Seitpferd: 50. Platz
Mannschaftsmehrkampf: 8. Platz

- Otto Kestola
Einzelmehrkampf: 58. Platz
Boden: 11. Platz
Pferdsprung: 69. Platz
Barren: 75. Platz
Reck: 50. Platz
Ringe: 81. Platz
Seitpferd: 72. Platz
Mannschaftsmehrkampf: 8. Platz

- Kauko Heikkinen
Einzelmehrkampf: 64. Platz
Boden: 30. Platz
Pferdsprung: 95. Platz
Barren: 68. Platz
Reck: 89. Platz
Ringe: 71. Platz
Seitpferd: 22. Platz
Mannschaftsmehrkampf: 8. Platz

Frauen
- Eira Lehtonen
Einzelmehrkampf: 66. Platz
Boden: 63. Platz
Pferdsprung: 69. Platz
Stufenbarren: 64. Platz
Schwebebalken: 74. Platz

- Kaarina Koskinen
Einzelmehrkampf: 80. Platz
Boden: 74. Platz
Pferdsprung: 82. Platz
Stufenbarren: 60. Platz
Schwebebalken: 68. Platz

### Wasserspringen
- Pentti Koskinen
3 m Kunstspringen: 20. Platz